# Город порока
«Город порока» (англ. Broken City) — криминальная драма режиссёра Аллена Хьюза, в главной роли Марк Уолберг. Премьера в США состоялась 18 января 2013 года, в России премьера была назначена на 14 марта 2013, но позже была отменена.

## Сюжет
Мэр Нью-Йорка подозревает свою жену в измене и нанимает бывшего полицейского Билли Таггарта следить за ней. В процессе слежки Таггарт оказывается втянут в гораздо больший скандал.

## В ролях
- Марк Уолберг — Билли Таггарт
- Рассел Кроу — мэр Николас Хостетлер[7]
- Кэтрин Зета-Джонс — Кэтлин Хостетлер[8]
- Кайл Чендлер — Пол[9]
- Джастин Чэмберс — Райан Блейк
- Натали Мартинес — Натали Барроу
- Барри Пеппер — Джек Вэллиант[10]
- Элона Таль — Кэти Брэдшоу
- Джеффри Райт — Карл Фэрбанкс[11]
- Уильям Рэгсдэйл — мистер Дэйвис, адвокат Билли Таггарта
- Джейсон Митчелл — Cast Friend #1

## Съёмки
Съёмки начались в ноябре 2011 года и проходили в Нью-Йорке и Луизиане.